# Octosporopsis
Octosporopsis is een geslacht van schimmels uit de familie Pyronemataceae. De typesoort is Octosporopsis nicolai.

## Soorten
Volgens Index Fungorum telt het geslacht twee soorten (peildatum december 2022):
| Soortnaam                                        | Auteur(s)                               | Publicatiejaar |
| ------------------------------------------------ | --------------------------------------- | -------------- |
| Octosporopsis erinacea                           | Egertová & Döbbeler                     | 2018           |
| Octosporopsis nicolai (Halvemaantjesmosschijfje) | (Maire) U. Lindem., M. Vega & T. Richt. | 2014           |